# Águia-rapace

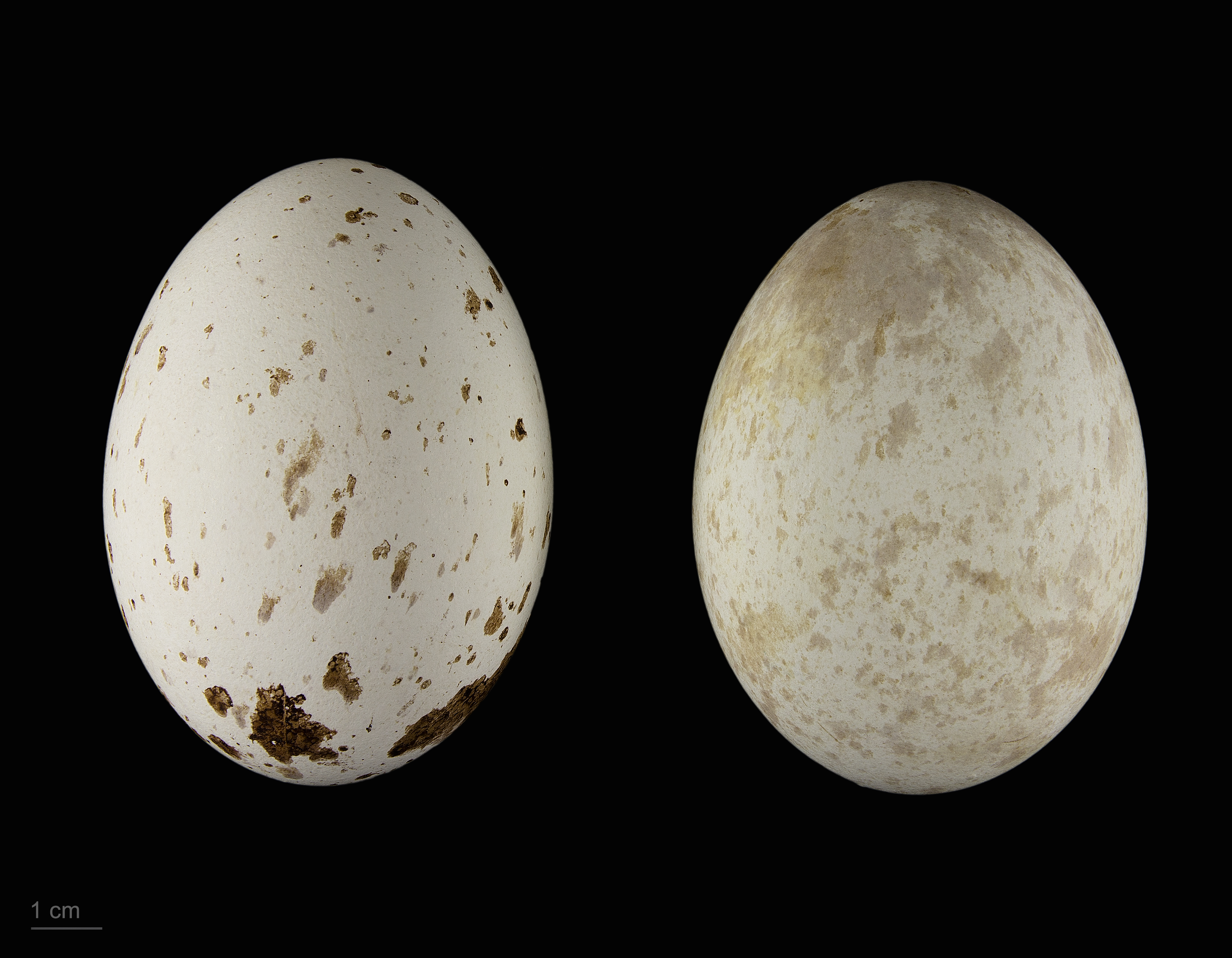
Aquila rapax - MHNT

A Águia-rapace ou águia-fulva  (Aquila rapax) é uma ave pertencente à família Accipitridae.